# Henry Wulschleger
Henry Wulschleger oppure anche Henri Wulschleger, Henri Louis Wullschleger (Parigi, 31 luglio 1894 – Parigi, 4 marzo 1939) è stato uno sceneggiatore e regista francese.

Noto per il suo successo in Tout va très bien madame la marquise (1936).

## Biografia
Ha iniziato la sua carriera cinematografica nel cinema muto, dal 1913 al 1914 ha lavorato per la società di produzione Le Cosmograh. Nel 1918 prima come operatore e poi come regista dal 1920 ha girato alcuni film con il regista Alfred Machin. Il suo primo film con sonoro è del 1931 La Prison en folie con l'attore Noël-Noël. Generalmente i suoi film sono del genere commedia a carattere satirico con il comico Bach, con lui ha realizzato L'Affaire Blaireau (1932), Bout de chou (1935), Tire au flanc (1933), Sidonie Panache (1934), Le cantinier de la coloniale (1937), Bach en correctionnelle (1940).

## Filmografia

### Regista
- Bêtes... commes les hommes co-regia di Alfred Machin (1922)
- Moi aussi, j'accuse co-regia di Alfred Machin (1923)
- Le nègre blanc co-regia di Serge Nadejdine e Nicolas Rimsky (1925)
- Le coeur des gueux co-regia di Alfred Machin (1925)
- Le Capitaine Fracasse co-regia di Alberto Cavalcanti (1929)
- Elle veut faire du cinéma (1930)
- La Prison en folie (1931)
- En bordée co-regia di Joe Francis (1931)
- L'Affaire Blaireau (1932)
- L'enfant de ma soeur (1933)
- Tire au flanc (1933)
- Bach millionnaire (1933)
- Le train de huit heures quarante-sept (1934)
- Sidonie Panache (1934)
- Bout de chou (1935)
- Debout là-dedans! (1935)
- Le cantinier de la coloniale (1937)
- Bach en correctionnelle (1940)

### Sceneggiatore
- On attend Polochon co-regia di Alfred Machin (1920)
- L'énigme du Mont Agel regia di Alfred Machin (1924)

### Regista e sceneggiatore
- Une nuit agitée co-regia di Alfred Machin (1920)
- Pervenche co-regia di Alfred Machin (1921)
- Les héritiers de l'oncle James co-regia di Alfred Machin (1924)
- Le manoir de la peur co-regia di Alfred Machin (1927)
- Le champion du régiment (1932)
- Tout va très bien madame la marquise (1936)
- Gargousse (1938)

### Assistente regista
- L'équipage regia di Maurice Tourneur (1928)